# Seul (chanson de Johnny Hallyday, 2014)
Pour les articles homonymes, voir Seul.
Pour la chanson de 1998, voir Seul (chanson de Johnny Hallyday, 1998).
Singles de Johnny Hallyday
Regarde-nous
(2014) Te manquer
(2015)
Clip vidéo
[vidéo] « Seul », sur YouTube
Seul est une chanson de Johnny Hallyday issue de son album de 2014 Rester vivant.
Quelques semaines avant la sortie de l'album, la chanson est parue en single et a atteint la 30e position des ventes en France. La sortie d'un 45 tours permettra au titre d'atteindre la 13e place en 2015.

## Développement et composition
La chanson a été écrite et composée par Isabelle Bernal, David Ford et Andy Hill. L'enregistrement a été produit par Don Was.

## Listes des pistes
Single digital (24 octobre 2014, Warner Music France)
1. Seul (3:32)[1]

Single CD-R promo (2014, Warner Music France)
1. Seul[3]

Single 10" 45 tours (2015, Warner Music France 0825646147311, edition ultra limitée, disque image)
A. Seul (3:35)
B1. Seul (Instrumental) (3:35)
B2. Seul (A cappella) (3:13)

## Classements
| Année | Classement (2014) | Meilleure position |
| ----- | ----------------- | ------------------ |
| 2014  | France (SNEP)     | 30                 |
| 2015  | France (SNEP)     | 13                 |